# Labina Mitevszka
Labina Mitevszka, macedónul Лабина Митевска (Szkopje, 1975. szeptember 21. –) északmacedón színésznő, filmproducer.

## Életpályája
Művészcsaládból származik, apja Mihailo Mitevski, anyja Tanya Mitevska. Egy nővére (Teona) és egy fiútestvére (Vuk) van. Az általános és a középiskolát Szkopjéban végezte. Ezt követően a Szkopjei Szent Cirill és Metód Egyetem Bölcsészettudományi Kar Művészeti és Régészeti Tanszékén szerzett diplomát, majd a dániai Európai Filmfőiskolán (European Film College; EFC), valamint az Egyesült Államokbeli Arizonai Egyetemen folytatott tanulmányokat.
Karrierje 1994-ben indult, amikor mellékszerepet kapott Milčo Mančevski Eső előtt című, Oscar-díjra jelölt filmjében, ahol Zamira – egy macedón-albán lány – szerepét játszotta. Alakításáért 1998-ban, a 48. Berlini Nemzetközi Filmfesztiválon átvehette az Európai Filmpromóciónak az ígéretes színészeknek és színésznőknek odaítélt Shooting Star díját.
Később mellékszerepet kapott Michael Winterbottom Isten hozta Szarajevóban! (1997) című filmjében. Ugyancsak vele forgatta a Halálos szenvedélyt, majd szerepelt a Magányosok (2000) című cseh filmben is.
A színészet mellett esszéket írt, amelyeket újságokban és magazinokban (Dnevnik és Star) közöltek. A macedón női magazinok 2003-ban az év nőjének választották.
2001-ben két testvérével, Teona Strugar Mitevskával és Vuk Mitevskivel megalapították a Sisters and Brother Mitevski produkciós céget, melynek Labina lett az ügyvezető igazgatója. A cég rövid-, játék-, dokumentum- és animációs filmeket készít, amelyek számos fesztiváldíjat nyertek szerte a világon. Nagyjátékfilmjeik európai koprodukcióban készültek. A legnagyobb sikert a 69. Berlini Nemzetközi Filmfesztiválon (2019) bemutatott Isten létezik, és Petrunijának hívják című alkotásuk aratta: elnyerte az ökumenikus zsűri díját, majd további 30 nemzetközi díjat, továbbá az Európai Parlament és az Európai Filmakadémia (EFA) által odaítélt LUX közönségdíját (2019).
Labina Mitevska az Európai Filmakadémia tagja és az Európai Audiovizuális Vállalkozók (EAVE) északmacedón nemzeti képviselője. 2022 óta a belga Entre Chien et Loup filmes cég produceri csapatának is tagja.
2024-ben produkciós cégével elnyerte az Európai Filmakadémia koprodukciós díját.

## Filmográfia

### Színészként
| Év   | Magyar cím                            | Eredeti cím                                        | Szerep             | Magyar hang         | Rendező                |
| ---- | ------------------------------------- | -------------------------------------------------- | ------------------ | ------------------- | ---------------------- |
| 1994 | Eső előtt                             | Before the Rain (Пред дождот)                      | Zamira             | Vadász Bea          | Milčo Mančevski        |
| 1997 | Köszöntjük Szarajevóban!              | Welcome to Sarajevo                                | Sonja              | N/A                 | Michael Winterbottom   |
| 1998 | Halálos szenvedély                    | I Want You                                         | Smokey             | N/A                 | Michael Winterbottom   |
| 2000 | Magányosok                            | Samotári                                           | Vesna              | Majsai-Nyilas Tünde | David Ondricek         |
| 2001 | —                                     | Veta                                               | N/A                | —                   | Teona Strugar Mitevska |
| 2001 | —                                     | Der braune Faden                                   | Kyana              | —                   | Volker Elas            |
| 2002 | —                                     | Weg!                                               | Iva                | —                   | Michael Baumann        |
| 2004 | —                                     | Kako ubiv svetec                                   | Viola              | —                   | Teona Strugar Mitevska |
| 2004 | —                                     | Bubachki                                           | N/A                | —                   | Igor Ivanov Izi        |
| 2004 | —                                     | Nema problema                                      | Sanja K.           | —                   | Giancarlo Bocchi       |
| 2005 | —                                     | Kontakt                                            | Zana               | —                   | Sergej Stanojkovski    |
| 2006 | Szarajevói krétakör                   | Warchild                                           | Senada             | N/A                 | Christian Wagner       |
| 2006 | —                                     | Razsledvane (Разследване)                          | Egy családi barát  | —                   | Iglika Triffonova      |
| 2006 | A titkos könyv                        | Tajnata kniga                                      | Lydia              | N/A                 | Vlado Cvetanovski      |
| 2007 | Felfordulva                           | Prevrteno                                          | Nő fehérben        | N/A                 | Igor Ivanov Izi        |
| 2007 | Afrodita álma                         | Jas sum od Titov Veles                             | Afrodita           | N/A                 | Teona Strugar Mitevska |
| 2007 | Sz... mint szerelem                   | L... kot ljubezen                                  | Maya               | N/A                 | Janja Glogovac         |
| 2008 | —                                     | Voix de garage                                     | N/A                | —                   | Samuel Tilman          |
| 2009 | 9:06                                  | 9:06                                               | Milena             | N/A                 | Igor Šterk             |
| 2009 | —                                     | 7 Avlu                                             | Selva              | —                   | Semir Aslanyürek       |
| 2010 | —                                     | Stapki v pyasaka                                   | Yoana              | —                   | Ivaylo Hristov         |
| 2012 | —                                     | The Woman Who Brushed Off Her Tears                | Aysun              | —                   | Teona Strugar Mitevska |
| 2015 | —                                     | The Prosecutor the Defender the Father and His Son | Deyan anyja        | —                   | Iglika Triffonova      |
| 2017 | —                                     | Koga denot nemase ime                              | Milán mostohaanyja | —                   | Teona Strugar Mitevska |
| 2017 | —                                     | Kolivo                                             | Dana               | —                   | Andrej I. Volkashin    |
| 2019 | Isten létezik, és Petrunijának hívják | Gospod postoi, imeto i' e Petrunija                | Slavica újságíró   | N/A                 | Teona Strugar Mitevska |
| 2019 | Féltestvérek                          | Polsestra                                          | Ardita             | N/A                 | Damjan Kozole          |
| 2020 | A párizsi sellő                       | Une sirène à Paris                                 | A sürgősségi orvos | N/A                 | Mathias Malzieu        |
| 2022 | —                                     | Praznik rada                                       | Diba               | —                   | Pjer Žalica            |
| 2022 | —                                     | Najsrekjniot chovek na svetot                      | Marta              | —                   | Teona Strugar Mitevska |
| 2025 | —                                     | Mother                                             | Mercedes nővér     | —                   | Teona Strugar Mitevska |
| 2025 | —                                     | Skateboarding is not for Girls                     | Natasha            | —                   | Dina Duma              |

### Producerként
| Év   | Magyar cím                            | Eredeti cím                                                        | Rendező                                | Megj.           |
| ---- | ------------------------------------- | ------------------------------------------------------------------ | -------------------------------------- | --------------- |
| 2004 | —                                     | Kako ubiv svetec                                                   | Teona Strugar Mitevska                 |                 |
| 2007 | Afrodita álma                         | Jas sum od Titov Veles                                             | Teona Strugar Mitevska                 |                 |
| 2012 | —                                     | The Woman Who Brushed Off Her Tears                                | Teona Strugar Mitevska                 |                 |
| 2013 | —                                     | Ni tö csintien ho vo tö mingtien (Ni de jintian he wo de mingtian) | Csen Min-lang (陳敏郎, Chen Ming-lang) | vezető producer |
| 2013 | —                                     | Alerik                                                             | Vuk Mitevski                           | vezető producer |
| 2016 | Sieranevada                           | Sieranevada                                                        | Cristi Puiu                            | társproducer    |
| 2016 | Éjszakai élet                         | Nocno zivljenje                                                    | Damjan Kozole                          |                 |
| 2017 | —                                     | Koga denot nemase ime                                              | Teona Strugar Mitevska                 |                 |
| 2018 | A vadkörtefa                          | Ahlat Agaci                                                        | Nuri Bilge Ceylan                      | társproducer    |
| 2019 | Isten létezik, és Petrunijának hívják | Gospod postoi, imeto i' e Petrunija                                | Teona Strugar Mitevska                 |                 |
| 2019 | Féltestvérek                          | Polsestra                                                          | Damjan Kozole                          |                 |
| 2020 | A párizsi sellő                       | Une sirène à Paris                                                 | Mathias Malzieu                        | társproducer    |
| 2022 | —                                     | Praznik rada                                                       | Pjer Žalica                            | társproducer    |
| 2022 | —                                     | Najsrekjniot chovek na svetot                                      | Teona Strugar Mitevska                 |                 |
| 2023 | —                                     | 21 Days Until the End of the World                                 | Teona Strugar Mitevska                 |                 |
| 2024 | —                                     | The Hunted                                                         | Louis Lagayette                        |                 |
| 2025 | —                                     | Skateboarding is not for Girls                                     | Dina Duma                              |                 |
| 2025 | —                                     | Mother                                                             | Teona Strugar Mitevska                 | vezető producer |

## Fontosabb díjak, jelölések
| Év   | Díj / Szervezet / Rendezvény       | Kategória                                               | Film                                  | Eredmény | Megj.        |
| ---- | ---------------------------------- | ------------------------------------------------------- | ------------------------------------- | -------- | ------------ |
| 1998 | Európai Filmpromóció               | EFP Shooting Star                                       | Köszöntjük Szarajevóban!              | Elnyerte |              |
| 2001 | Cseh Oroszlán                      | Legjobb mellékszereplő                                  | Magányosok                            | Jelölve  |              |
| 2008 | Europeo Filmfesztivál (Lecce)      | legjobb színésznő                                       | Afrodita álma                         | Elnyerte |              |
| 2008 | Europeo Filmfesztivál (Lecce)      | legjobb európai színésznő (SNGCI-díj)                   | Afrodita álma                         | Elnyerte | [ 9 ]        |
| 2009 | Wiesbaden goEast                   | Robert Bosch Stiftung Nemzetközi Együttműködési Filmdíj | Alerik                                | Elnyerte | [ 10 ]       |
| 2020 | Thrissuri Nemzetközi Filmfesztivál | Kortárs Világ díj                                       | Isten létezik, és Petrunijának hívják | Jelölve  | [ 11 ]       |
| 2024 | Európai Filmakadémia               | Európai koprodukciós díj                                | N/A                                   | Elnyerte | [ 12 ] [ 7 ] |